# Derek Barton
Derek Harold Richard Barton (8. září 1918, Gravesend, Spojené království – 16. března 1998, College Station, Texas, USA) byl anglický chemik. 
Objevil strukturu četných terpenů a steroidů a pracoval v oboru fotochemie. Jako první našel zákonitost mezi konformací a reaktivitou organických látek. V roce 1969 obdržel, společně s Odd Hasselem, Nobelovu cenu za práci na konceptu konformace a jeho využití v chemii.